# Remasellus parvus
Remasellus parvus är en kräftdjursart som först beskrevs av Steeves 1964.  Remasellus parvus ingår i släktet Remasellus och familjen sötvattensgråsuggor. Inga underarter finns listade i Catalogue of Life.